# Губернатор Сахалинской области
Губернатор Сахалинской области — высшее должностное лицо Сахалинской области. Возглавляет высший исполнительный орган государственной власти области — правительство Сахалинской области.
Должность появилась в 1991 году.

## Полномочия
Полномочия губернатора Сахалинской области регламентированы Распоряжением Губернатора Сахалинской области № 1-р от 10 января 2018 года:
- формирует Правительство, определяет основные направления его деятельности. Осуществляет полномочия высшего должностного лица Сахалинской области (далее — область).
- формирует аппарат Губернатора и Правительства области (далее — Аппарат).
- определяет стратегические направления развития области, приоритеты социально-экономической политики.
- обеспечивает соблюдение прав и свобод граждан, проживающих на территории области, реализацию федеральных и региональных программ, исполнение законодательства Российской Федерации (далее — РФ) на территории области.
- решает вопросы государственной гражданской службы и кадровой политики. В установленном порядке назначает на государственные должности области председателя Правительства, первого заместителя Губернатора области — руководителя Аппарата, заместителей Губернатора, заместителей председателя Правительства, министров, на должности государственной гражданской службы области — руководителей органов исполнительной власти области. Принимает решения об отставке Правительства. Освобождает от замещаемых должностей членов Правительства и руководителей органов исполнительной власти области в порядке, установленном законодательством РФ и области.
- согласовывает назначение на должности руководителей территориальных органов федеральных органов исполнительной власти.
- осуществляет руководство мобилизационной подготовкой и мобилизацией области. Организует деятельность подразделения специальной документальной связи Правительства.
- проводит расширенные заседания Правительства Сахалинской области.
- издает указы и распоряжения. Выступает с законодательной инициативой.
- осуществляет иные государственные полномочия в соответствии с федеральными законами, указами Президента РФ и иными нормативными правовыми актами РФ, Уставом и законами области.
- на период временного отсутствия (в связи с болезнью или отпуском) назначает исполняющего обязанности в соответствии с пунктом 3 статьи 27 Устава Сахалинской области.

## Список губернаторов Сахалинской области
1. Валентин Петрович Фёдоров — 8 октября 1991 г. — 8 апреля 1993 г.
2. Евгений Алексеевич Краснояров — 8 апреля 1993 г. — 24 апреля 1995 г.
3. Игорь Павлович Фархутдинов — 24 апреля 1995 г. — 20 августа 2003 г.
4. Иван Павлович Малахов — 20 августа 2003 г. — 7 августа 2007 г.
5. Александр Вадимович Хорошавин — 7 августа 2007 г. — 25 марта 2015 г. Осуждён за коррупцию.
6. Олег Николаевич Кожемяко — 25 марта 2015 г. — 26 сентября 2018 г.
7. Вера Георгиевна Щербина (врио) — 27 сентября — 7 декабря 2018 г.
8. Валерий Игоревич Лимаренко — 7 декабря 2018 г. — по настоящее время.